# Eurya yaeyamensis
Eurya yaeyamensis är en tvåhjärtbladig växtart som beskrevs av Masamune. Eurya yaeyamensis ingår i släktet Eurya och familjen Pentaphylacaceae. Inga underarter finns listade i Catalogue of Life.